# BLEACH: Brave Souls
《BLEACH: Brave Souls》（日语：／），是由KLab製作和營運的iOS及Android智能手機格鬥動作冒險抽卡遊戲，為《BLEACH》系列遊戲之一。
該遊戲於2017年10月突破全球2500萬次下載。2020年7月於亞洲地區上線，並突破5000萬次下載。2020年9月27日，遊戲與原作久保帶人另一部漫畫《BURN THE WITCH》進行聯名合作活動。

## 遊戲內容
玩家可以按照喜好組成三人隊伍參與改編自原作的「劇情任務」關卡。

## 登場角色
- 黑崎一護
- 朽木露琪亞
- 井上織姬
- 石田雨龍
- 茶渡泰虎
- 阿散井戀次
- 魂
- 黑崎一心
- 黑崎夏梨
- 石田龍弦
- 浦原喜助
- 四楓院夜一
- 握菱鐵裁
- 紬屋雨
- 花刈甚太
- 有澤龍貴
- 鰻屋育美
- 銀城空吾
- 月島秀九郎
- 毒峰莉露卡
- 沓澤吉里柯
- 賈姬·特里斯坦
- 雪緒·漢斯·佛拉爾貝爾納
- 獅子河原萌笑
- 志波岩鷲
- 志波空鶴
- 山本元柳齋重國
- 碎蜂
- 卯之花烈
- 朽木白哉
- 狛村左陣
- 京樂春水
- 日番谷冬獅郎
- 更木劍八
- 涅繭利
- 浮竹十四郎
- 雀部長次郎
- 大前田希千代
- 吉良井鶴
- 虎徹勇音
- 虎徹清音
- 山田花太郎
- 山田清之介
- 雛森桃
- 朽木銀嶺
- 朽木響河
- 射場鐵左衛門
- 伊勢七緒
- 檜佐木修兵
- 松本亂菊
- 草鹿八千流
- 斑目一角
- 綾瀨川弓親
- 涅音夢
- 阿近
- 志波海燕
- 小椿仙太郎
- 車谷善之助
- 刳屋敷劍八
- 痣城劍八
- 平子真子
- 猿柿日世里
- 愛川羅武
- 鳳橋樓十郎
- 矢胴丸莉紗
- 六車拳西
- 久南白
- 有昭田鉢玄
- 藍染惣右介
- 市丸銀
- 東仙要
- 柯約代‧史達克
- 巴拉岡‧魯伊善邦
- 蒂亞‧哈里貝爾
- 烏魯基歐拉·西法
- 諾伊托拉‧吉爾迦
- 古里姆喬·賈喀傑克
- 佐馬利‧魯魯
- 薩耶爾阿波羅‧葛蘭茲
- 亞羅尼洛‧阿魯魯耶里
- 闇‧里亞爾柯
- 涅里耶爾·圖·歐黛爾休凡克
- 佩謝‧賈提些
- 唐多恰卡‧畢爾斯坦
- 魯比‧安緹諾爾
- 多魯多尼‧亞列桑多洛‧戴爾‧索卡齊歐
- 奇魯奇‧山達威奇
- 甘天拜‧摩斯凱達
- 里里涅特‧金傑貝克
- 夏洛特‧庫爾轟
- 芬道爾‧凱里亞斯
- 吉歐‧葳卡
- 艾米爾‧阿帕契
- 法蘭契斯卡‧米拉‧羅茲
- 席安‧孫孫
- 泰斯拉‧林多克魯茲
- 孝龍‧酷方
- 艾多拉多‧里歐涅斯
- 伊爾弗特‧葛蘭茲
- 庫卡布羅
- 萬達外斯‧馬爾傑拉
- 羅莉‧艾文
- 蘿卡‧帕菈米雅
- 天貝繡助
- 貴船理
- 霞大路瑠璃千代
- 唐‧觀音寺
- 麒麟寺天示郎
- 曳舟桐生
- 二枚屋王悅
- 修多羅千手丸
- 兵主部一兵衛
- 優哈巴哈
- 雨葛蘭·哈斯沃德
- 亞斯金·奈克魯瓦爾
- 班比艾塔·巴斯塔拜
- 巴茲比
- 嘉蒂絲·卡特尼普
- 葛雷密·托謬
- 利捷·巴羅
- 綱彌代時灘
- 産絹彥彌
- 道羽根鷗拉
- 斬月
- 天鎖斬月
- 虛一護
- 村正
- 袖白雪
- 蛇尾丸
- 千本櫻
- 天譴
- 花天狂骨
- 冰輪丸
- 疋殺地蔵
- 雙魚理
- 飛梅
- 風死
- 灰貓
- 鬼燈丸
- 琉璃色孔雀
- 瓠丸
- 九條望實
- 由嶌歐許
- 狩能雅忘人
- 茜雫
- 草冠宗次郎
- 陰＆陽
- 焰＆雫
- 黑刃
- 朱蓮
- 裙帶菜大使
- 新橋乃慧琉
- 妮妮·斯邦柯爾
- 布魯諾·邦古奈夫

## 外部連結
- 官方网站